# FCNT
FCNT合同会社（エフシーエヌティー、英: FCNT LLC）は、神奈川県大和市に本社を置く日本の携帯電話メーカー。「arrows」や「らくらくスマートフォン／らくらくホン」といったブランドのスマートフォンおよびフィーチャーフォンの開発・販売を手掛けている。中国のレノボ・グループ傘下に属する。
2021年4月に富士通グループから独立し、「富士通コネクテッドテクノロジーズ株式会社」から「FCNT株式会社」に社名変更。経営不振のため、2023年9月にレノボへ事業が承継され、現社名となった。
企画・開発は引き続き日本国内で行われており、製造は同じくレノボ傘下にあるモトローラ・モビリティの関連工場を含む拠点で行われる。

## 沿革
- 2015年12月24日 - 富士通がPC事業、並びに携帯電話事業の分社化を公表[5][6]。
- 2016年2月1日 - 富士通コネクテッドテクノロジーズ株式会社として発足。
- 2018年
  - 1月31日 - 富士通が当社株式を日系投資ファンドのポラリス・キャピタル・グループに譲渡すると発表[7]。株式譲渡後、富士通の保有株式は30パーセントとなる[7]。
  - 6月1日 - FCNTホールディングス株式会社が富士通コネクテッドテクノロジーズ株式会社を吸収合併、富士通コネクテッドテクノロジーズ株式会社（2代）に商号変更した[8]。
  - 10月1日 - 子会社の富士通モバイルコミュニケーションズを統合。
- 2021年4月1日 - 旧英社名である「FUJITSU CONNECTED TECHNOLOGIES LIMITED」の略からFCNT株式会社に社名変更[9][10][11][12]。「FCNT」の語は旧社名時代も用いられていたが、今後は正式な社名となる[10][11]。
  - ポラリスグループの100%出資会社となり、富士通グループとの資本関係は解消され、富士通も携帯電話事業から完全撤退した。
- 2023年5月30日 - 持株会社のREINOWAホールディングス、兄弟会社のジャパン・イーエム・ソリューションズ（FCNT商品の製造を担当）と共に、東京地方裁判所へ民事再生法の適用を申請した[13][14]。負債総額は3社合計で約1431億円[14]。
  - 8月22日 - スマートフォンを含む携帯電話事業を中国のパソコン大手聯想（レノボ）グループに譲渡する契約を締結[15]。同月中に譲渡を完了の上で、レノボ出資による『FCNT合同会社』に事業引継の予定[16]。
  - 10月1日 - 上述の事業譲渡に関する9月29日付の公式発表[1]に基づき、FCNT合同会社が事業開始[17]。
  - 10月6日 - 旧法人のFCNT株式会社（法人番号7010001189049）は大和管財株式会社に商号変更。

## 事業所・関連施設
- 本社：神奈川県大和市
- 札幌事業所：北海道札幌市北区
- 加東事業所：兵庫県加東市
- 東京オフィス：東京都港区芝
- 北海道オフィス：北海道札幌市中央区
- 東北オフィス：宮城県仙台市青葉区
- 東海オフィス：愛知県名古屋市中村区
- 関西オフィス：大阪府大阪市中央区
- 中国オフィス：広島県広島市中区
- 九州オフィス：福岡県福岡市博多区

## 主な製品
- arrows
- らくらくスマートフォン／らくらくホン